# Stulpicani
Stulpicani é uma comuna romena localizada no distrito de Suceava, na região de Bucovina. A comuna possui uma área de 216.70 km² e sua população era de 6267 habitantes segundo o censo de 2007.